# Uranophora cortes
Uranophora cortes là một loài bướm đêm thuộc phân họ Arctiinae, họ Erebidae.